# 接受人體冷凍技術保存的人物列表
本列表列出正在计划接受人體冷凍技術保存，或已经在合法死亡后接受人體冷凍技術保存的人物名單。

## 計劃接受人體冷凍保存的活人
- 尼克·博斯特罗姆[1]
- 奥布里·德·格雷[1]
- 罗宾汉森[2]
- 雷·库兹韦尔[3]
- 塞思·麦克法兰[4]
- 拉尔夫·默克尔[5]
- Max More[6]
- 大卫·皮尔斯[7]
- 安德斯·桑德伯格[8]
- 彼得·泰尔[1]
- 爱德华·奥·索普[9]
- 埃利泽·尤德科夫斯基[10]

## 已在死後接受人體冷凍技術保存的人物名單
- 詹姆斯·贝德福德 (1967年) [11]

- 迪克·克莱尔 (1988年) [12] [13]
- 彼得·埃克斯利 (2022年) [14]
- 罗伯特·艾廷格 (2011年) [15]
- FM-2030 (2000年) [1]
- L.斯蒂芬科尔斯 (2014年) [16]
- 哈尔芬尼 (2014年) [17]
- 约翰·亨利·威廉姆斯 (2004年) [18]
- 泰德·威廉姆斯 (2002年) [18]
- 杜虹 (2015年) [19]
- 展文蓮 (2017年) [20]
- 劉愛慧 (2018年)  [20][21]